# الكسندر كوكس
الكسندر كوكس (6 أغسطس 1865 بليفربول في المملكة المتحدة - 21 نوفمبر 1950) (بالإنجليزية: Alexander Cox)‏ هو لاعب كريكت بريطاني (وحمل سابقاً جنسية المملكة المتحدة لبريطانيا العظمى وأيرلندا).

## وصلات خارجية
- الكسندر كوكس على موقع إي آس بي آن كريك إنفو (الإنجليزية)